# Estelle Faguette
Estelle Faguette est née le 12 septembre 1843 à Saint-Memmie, et décédée le  23 août 1929 à Pellevoisin. Elle déclare avoir vu la Vierge Marie lors des apparitions mariales de Pellevoisin en 1876.
Souhaitant consacrer sa vie à Dieu, elle entre chez les  sœurs augustines de Notre-Dame de Paris, mais une chute entraîne un handicap physique important l'obligeant à renoncer à son projet. Elle trouve un poste comme domestique chez la comtesse Marie-Luce de La Rochefoucauld-Montbel et fait venir ses parents qu'elle soutient financièrement.
En 1875, elle est atteinte d'une péritonite qui dégénère, elle est considérée comme « perdue » par ses médecins. Sur le point de mourir, elle guérit subitement et totalement, et déclare avoir eu des visions de la Vierge Marie. Au total, c'est une quinzaine d'apparitions dont elle déclare avoir été favorisée sur cette année 1876. Elle demande à l’Église, et obtient la création du scapulaire du Sacré-Cœur, ainsi que d'une confrérie de fidèles.
Une fois guérie, elle reprend son service de domestique et poursuit sa vie dans la discrétion. Elle décède le 23 août 1929, à l'âge de 86 ans.

## Biographie

### Enfance et domesticité
Estelle Faguette est née le 12 septembre 1843 à Saint-Memmie (Marne). Son père possède une carrière de craie et une auberge, près de Châlons-sur-Marne. À la suite d'une mauvaise gestion, la famille se trouve ruinée. Son père trouve un emploi de concierge, puis part à Paris pour essayer de trouver une meilleure place. À Paris, vers 15 ans, Estelle déclare une maladie, mal diagnostiquée à l'époque.
Très attirée par les pauvres et les malades, elle entre en 1860 au noviciat des Augustines hospitalières de l’Hôtel-Dieu de Paris.
En 1863, une grave chute dans un escalier la laisse handicapée du genou et l’oblige à renoncer à la vie religieuse avant d'avoir pu prononcer ses vœux. En 1865, elle entre au service de la comtesse Marie-Luce de La Rochefoucauld-Montbel, au départ, pour effectuer des travaux de couture, puis comme domestique et femme de chambre de la comtesse. Dès lors, elle suit les allées et venues de ses employeurs, de Paris au château de Montbel, à 3 km de Pellevoisin,. Elle fait venir près d'elle ses parents ruinés et indigents qu'elle aide de ses maigres ressources financières,. Bouflet et Boutry soulignent que dans la fin du XIXe siècle, le statut de « domestique », même s'il touchait une partie significative de la population à l'époque, était très déprécié, exclu très longtemps de nombreuses fonctions civiques. Pour résumer la situation, ils déclarent : « Une domestique est moins qu'un simple ou qu'un humble dans la société hiérarchique du XXe siècle : c'est un mineur juridique ».
En 1875, Estelle Faguette, qui a 32 ans, est atteinte d'une péritonite chronique devenue tuberculeuse qui a affecté l’estomac et les poumons. Cette péritonite mal soignée ajoute des douleurs supplémentaires à celles de son genou toujours déformé par sa chute. Le 29 août 1875, le professeur Bucquoy, de la faculté de médecine de Paris, la déclare irrémédiablement perdue. Après l'avoir soignée à Paris, il la fait renvoyer au château de Montbel. Le Dr Bernard, consulté dans les premiers jours de septembre 1875, n'est guère plus optimiste que son confrère parisien. Estelle écrit une lettre à la Vierge pour obtenir sa guérison et demande à une amie de la déposer à la petite réplique de la grotte de Notre-Dame de Lourdes que la famille de La Rochefoucauld-Montbel a fait construire dans le parc du château de Montbel. Dans cette lettre, la jeune femme écrit : « Accordez-moi donc, de votre divin Fils, la santé de mon pauvre corps pour sa gloire. Regardez donc la douleur de mes parents : vous savez bien qu'ils n'ont que moi pour ressources ». La dégradation de l’état de santé d’Estelle devenant extrême, elle est ramenée auprès de ses parents dans une maison près de l’église de Pellevoisin mise à disposition par la Comtesse. Le 14 février 1876, un autre médecin, le Dr Hubert, déclare qu'elle n’en a plus que pour quelques heures,.

### Apparitions mariales

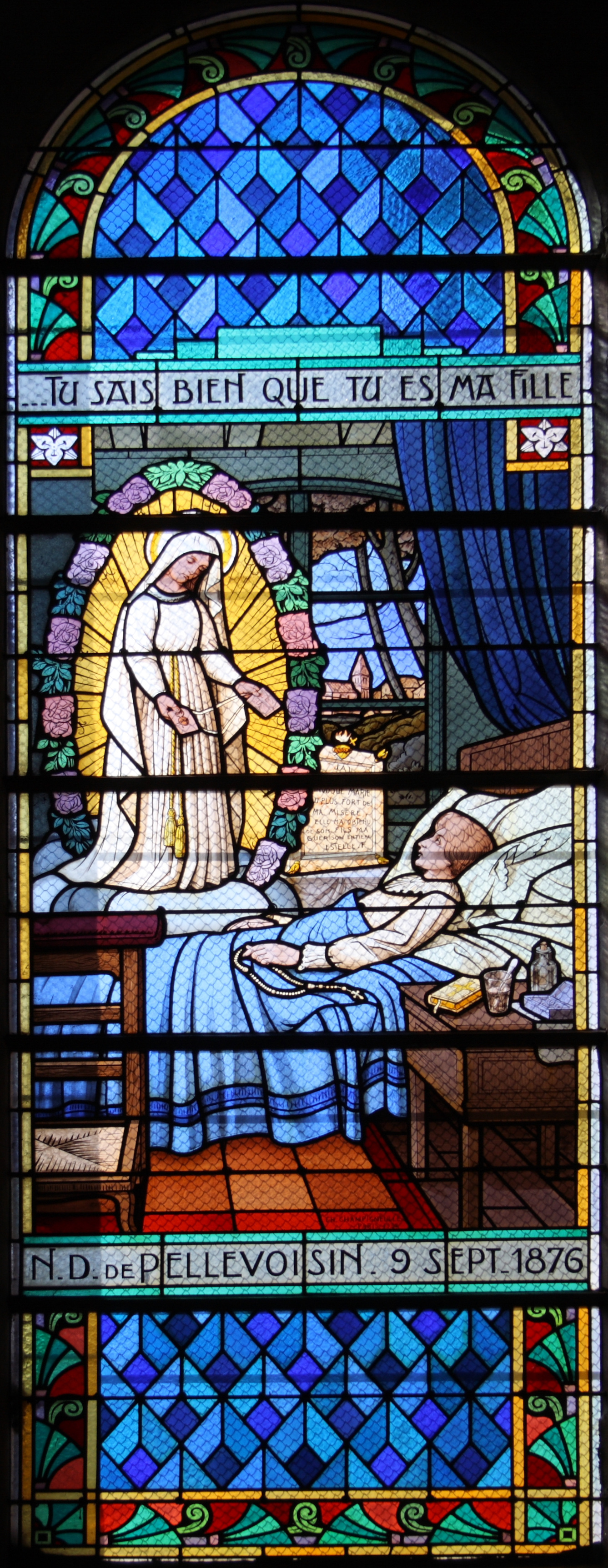
Vitrail de l'église de Nangis représentant l'apparition de la Vierge à Estelle Faguette.

Ces apparitions mariales seraient survenues du 14 février 1876 au 8 décembre 1876, dans sa chambre, alors qu'elle était gravement malade. Après sa guérison subite le 19 février 1876, elle dit continuer de voir la Vierge Marie, à une dizaine de reprises. La Vierge lui aurait alors confié la mission de faire diffuser le scapulaire du Sacré-Cœur,.
Si l'évêque de son diocèse, et l’Église catholique accèdent à certaines de ses demandes (comme la dévotion au scapulaire du Sacré-Cœur autorisée par le Vatican), l’Église ne s'est jamais prononcée formellement et canoniquement sur l'authenticité de ces apparitions. La dévotion à « Notre-Dame de Pellevoisin » est autorisée et encouragée par le diocèse, des pèlerinages sont régulièrement organisés avec la présence de religieux et d'évêques. Mais canoniquement, cette apparition mariale faisait partie des apparitions sur lesquelles l'Église ne s'était pas encore prononcée de manière officielle, ne donnant du vivant d'Estelle ni un avis positif, ni un avis négatif,.
Il faudra attendre le 22 août 2024 pour que la pape François accorde le Nihil obstat aux Apparitions mariales de Pellevoisin.

### Fin de vie
Après le 8 juillet 1876, Estelle cesse d'habiter dans la « chambre des apparitions » et reprend son service de domestique au château de Poiriers. Quand elle le peut, elle revient prier dans la chambre où elle a eu sa vision ; elle continuera à voir apparaître la Vierge dans cette même chambre.
Estelle Faguette décède le 23 août 1929, à l'âge de 86 ans. Elle est ensevelie à Pellevoisin .

### Procédure en béatification
Mgr Jérôme Beau, nommé archevêque de Bourges par le pape François en juillet 2018 et installé le 23 septembre de la même année, président de la Commission épiscopale pour les ministres ordonnés et les laïcs en mission ecclésiale à la Conférence des évêques de France depuis le 1er juillet 2017, a proposé en assemblée plénière des 8 et 9 juin 2020 l'ouverture de la cause en béatification d'Estelle Faguette. La proposition a été acceptée par l'assemblée.

## Anecdote
- Jean Giraudoux qui a fréquenté l'école de Pellevoisin quand il était jeune parle d'Estelle Faguette dans les Provinciales ("Sainte Estelle")[16],[17]. Un musée « Giraudoux-Bernanos-Estelle Faguette » occupe la maison de Menou, où le père de Jean Giraudoux fut percepteur.
- Georges Bernanos a voulu être enterré dans une tombe proche de celle d'Estelle Faguette.